# Sé lo que vendrá
«Sé lo que vendrá» es una canción de la cantautora mexicana Fey publicada como primer sencillo del álbum Vértigo el 15 de abril de 2002. El sencillo cuenta con una versión en inglés llamada «The other side» —en español: «El otro lado»— para su difusión en el mercado anglosajón.
La versión en inglés fue escrita por Fey, Graeme Pleeth y Robin Barter y la adaptación al español la realizó Fey. «Sé lo que vendrá» posee estilos musicales como el electrónico y el dance y su letra hace referencia a la autosuperación tras decepciones personales.
El álbum del cual se desprende el sencillo recibió críticas muy positivas favoreciendo el cambio del estilo musical pop-adolescente que Fey realizaba en los 90's a un estilo elegante, sofisticado y sexy. Cada versión tuvo su video musical y ambos fueron dirigidos por Gustavo Garzón. En los videos se proyecta la visión futurista de Fey influenciada por la música experimental lo que se le atribuye como uno de los más oscuros de su carrera musical.
«Sé lo que vendrá» se estrenó en el programa mexicano Otro rollo en el 2002. La canción tuvo una promoción moderada a comparación de anteriores sencillos de la cantante y no ingresa a los primeros lugares en listas musicales.

## Antecedentes y lanzamiento
Luego de la abrupta salida de Fey de los medios, esta se refugió en los Estados Unidos en el 2000 donde reposa por un considerado tiempo. Motivada por la difusión y auge de la música electrónica en Europa, Fey considera hacer un disco con estos estilos para el mercado latinoamericano y se reúne con Graeme Pleeth, Robin Barter, y Robert Jazayeri para producir su álbum. «Sé lo que vendrá» es una canción que describe los tras pies de Fey en su momento de auge como cantante para finalmente terminar en reflexión y autosuperación en su carrera musical.
Fey tenía planeado lanzar la canción con el álbum en septiembre del 2001, pero tras los atentados del 11 de septiembre en Estados Unidos y el lanzamiento del álbum del grupo Magneto (donde se encontraba su pareja Mauri Stern) decide posponerlo hasta el siguiente año. El 15 de abril de 2002 «Sé lo que vendrá» empezó a circular en radios latinoamericanas mientras se empezaba a vocear el regreso de Fey después de tres años de ausencia en los medios.

## Descripción
«Sé lo que vendrá» es una canción de música electrónica progresiva con arreglos de sintetizadores influenciada por el dance. Drago Bonacich de AllMusic comentó que las canciones del álbum Vértigo son cantadas sobre un sonido de música electrónica pulsaste. Según la partitura publicada en Lacuerda.net «Sé lo que vendrá» está compuesta en la tonalidad de F#M, Mi mayor y Mi menor, Si menor y la nota Re.
«Sé lo que vendrá» comienza con una introducción de música electrónica que con el transcurrir de la canción se torna progresiva. El sonido electrónico se explaya en su coro gracias a su arreglo de sintetizadores. También existe un interludio, donde Fey canta las palabras «Respiro sé... lo que vendrá» y en su versión en inglés «Is waiting on... the other side» (Esperándome en el otro lado) continuamente. En el último coro de ambas versiones se escucha un verso cantado en español «Lo que, lo que» que alude al título de la canción.

## Recepción

### Comentarios de la crítica
Parte de la prensa mexicana calificó el regreso de Fey como maduro dejando atrás la imagen tierna de sus anteriores discos y tal reflejo se ve en el sencillo «Sé lo que vendrá». Según la página de crítica musical española THE DREAMERS, «Sé lo que vendrá» tiene un «pop muy futurista» y la califican como la segunda más comercial del álbum, detrás de «Noche ideal».

«Esta canción significa el haber estado atrapada en las sombras, en mis propios dragones mentales, en mis pensamientos, la forma en cómo salgo a la libertad y me permito que entre un poquito de luz»
Fey hablando de «Sé lo que vendrá» (2002).

### Logro comercial
«Sé lo que vendrá» empezó a circular en emisoras mexicanas desde el 15 de abril de 2002. La canción se coloca a gusto de muchos mexicanos situándose en los primeros lugares de listas radiales. Al lanzamiento del disco «Sé lo que vendrá» empieza a reproducirse en radios latinoamericanas por un corto periodo lo que le valió a Fey su primer fracaso comercial fuera de su país. En el canal MTV se reprodujo ambos videos de la canción y «Sé lo que vendrá» se posiciona en el diecisiete de la lista The clip list de ese canal. Tras finalizar la promoción de Vértigo, Fey indicó a los medios de comunicación que su entonces disquera Sony Music no encontró la manera de encajar al disco dentro de lo pop, aceptando el fracaso del disco. Y en el 2013 la canción fue utilizada en el Tour Todo lo que soy en versión electrónica.

## Lista de canciones y formatos
| CD promocional lanzado en México (2002) |                                      |          |  |
| N.º                                     | Título                               | Duración |  |
| 1.                                      | «Sé lo que vendrá»                   | 4:29     |  |
| 2.                                      | «Sé lo que vendrá» (Versión editada) | 3:46     |  |
| 3.                                      | «The other side»                     | 4:29     |  |
| 4.                                      | «The other side» (Versión editada)   | 3:46     |  |

| «The other side» (CD) |                                           |          |  |
| N.º                   | Título                                    | Duración |  |
| 1.                    | «Version album»                           | 4:29     |  |
| 2.                    | «Version edit»                            | 3:46     |  |
| 3.                    | «Vatos locos» (Radio edit)                | 3:54     |  |
| 4.                    | «Vatos locos» (RMX)                       | 6:05     |  |
| 5.                    | «DJ Griego E» (Latin mix)                 | 4:03     |  |
| 6.                    | «DJ Griego E» (Latin club)                | 9:12     |  |
| 7.                    | «Exit-12» (Radio mix)                     | 3:52     |  |
| 8.                    | «Louis Benedetti's soulful» (Radio mix)   | 4:53     |  |
| 9.                    | «Louis Benedetti's soulful» (Session vox) | 7:51     |  |
| 10.                   | «Benedetti's» (Dub instrumental)          | 8:03     |  |

## Posicionamiento en listas

### Semanales
| País (Lista 2002)               | Mejor posición |
| ------------------------------- | -------------- |
| Estados Unidos (MTV en español) | 17             |